# Lignite (Dakota du Nord)

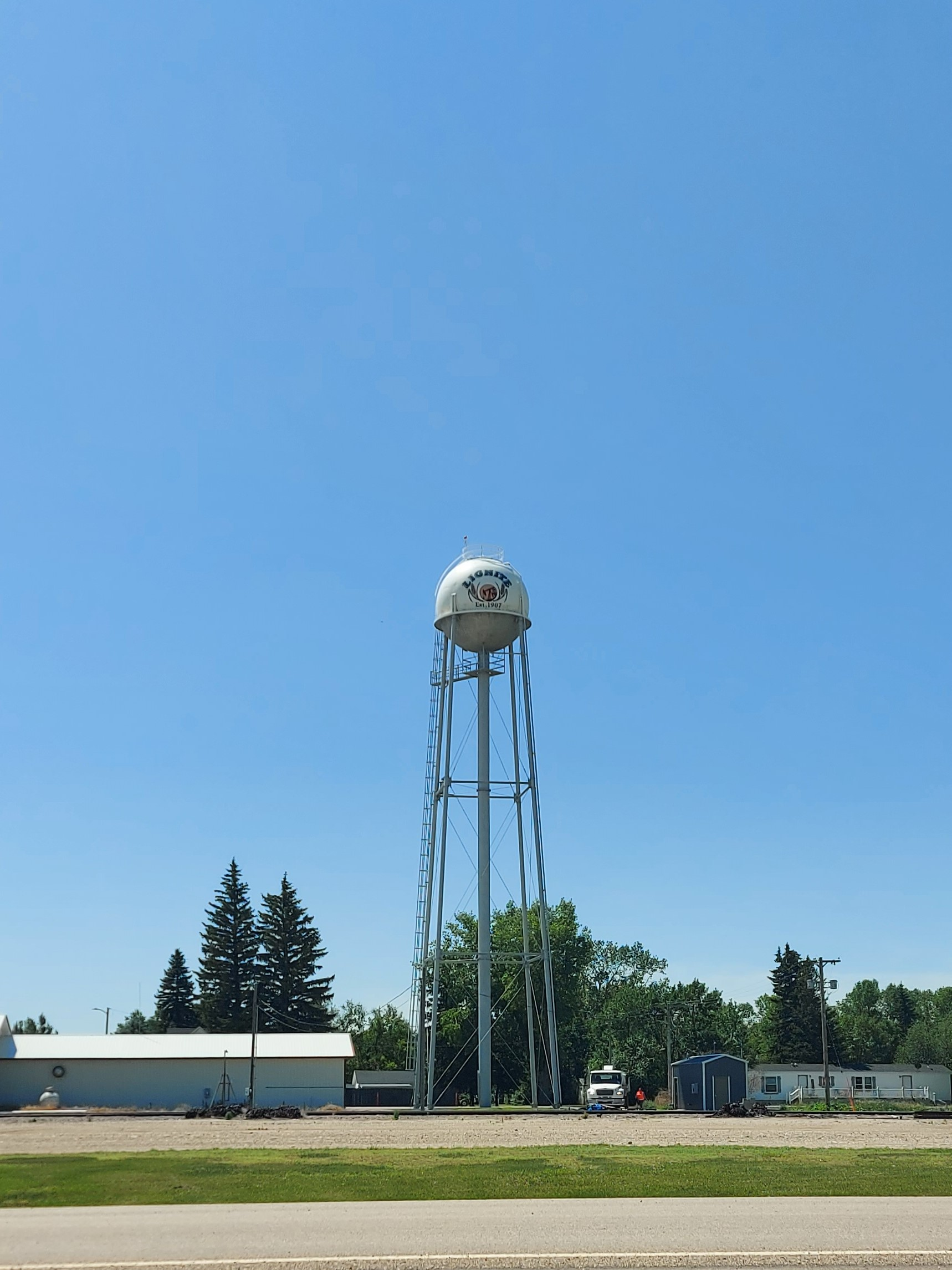
Le château d'eau à Lignite

Lignite est une ville américaine, située dans le comté de Burke, dans l’État du Dakota du Nord. Lors du recensement de 2020, sa population s’élevait à 141 habitants.

## Histoire
Lignite a été fondée en 1907. La localité tient son nom de l’abondance en lignite dans la région.

## Démographie
| 1920 | 1930 | 1940 | 1950 | 1960 | 1970 |
| ---- | ---- | ---- | ---- | ---- | ---- |
| 214  | 217  | 235  | 230  | 355  | 354  |

| 1980 | 1990 | 2000 | 2010 | 2020 | - |
| ---- | ---- | ---- | ---- | ---- | - |
| 332  | 242  | 174  | 155  | 141  | - |